# 處女情緣 (第二季)
《處女情緣》第二季（英語：Jane the Virgin Season 2）由珍妮·斯奈德·厄曼開創，在2015年10月12日至2016年5月16日間於The CW首播，全季共22集。本劇改編自委內瑞拉肥皂劇《處女胡安娜》，講述自幼便受虔誠的外婆灌輸必須在婚前保持貞潔的貞·維拉紐瓦，因遭逢醫療疏失而懷了孕，人生從此如同肥皂劇般高潮迭起的故事。

## 製作
本季在2015年1月11日獲得續訂，並於2016年3月11日宣布續訂第3季。本季原定於2015年10月19日首播，但The CW後來提前一周於2015年10月12日首播。

### 選角
吉娜·羅德里奎、安德莉亞·娜菲道、雅兒·格洛布格拉斯、賈斯汀·巴爾多尼、伊凡·科爾、布雷特·迪爾與傑米·卡米爾等八名第1季主要演員全數回歸第2季。
2015年9月30日，宣布電影《魔力麥克》亞當·羅德里奎將飾演貞的寫作教授喬納森。12月12日，宣布《尖叫女王》迪亞哥·鮑尼塔將客串一名天才技術人員兼滑板高手達克斯。2016年2月24日，宣布夏蘿將是演自己，同時亦是羅赫里歐的好友。

## 演員陣容

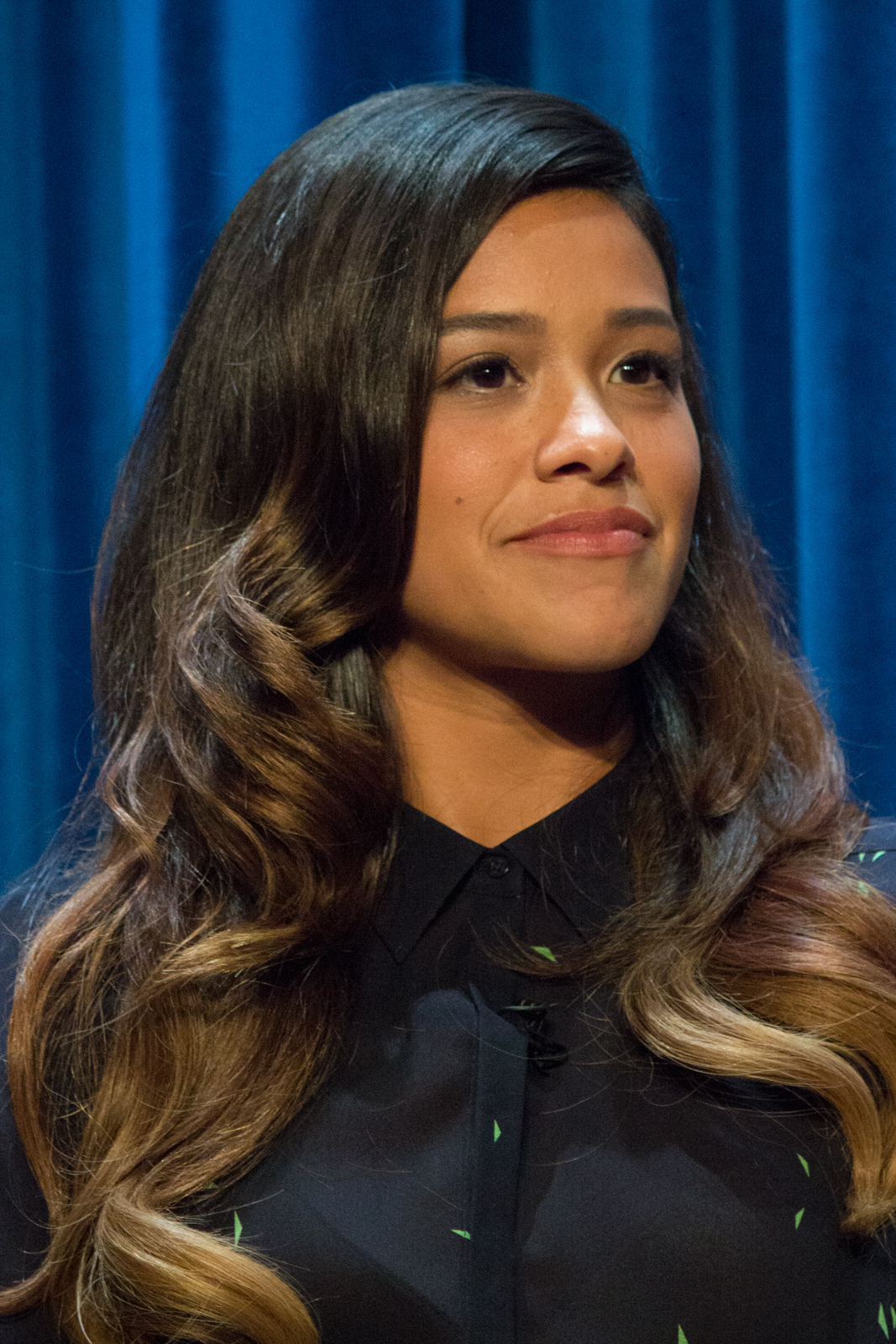
吉娜·羅德里奎飾演女主角貞·葛蘿莉安娜·維拉紐瓦

### 主要演員
- 吉娜·羅德里奎 飾演 貞·葛蘿莉安娜·維拉紐瓦
- 安德莉亞·娜菲道（英语：Andrea Navedo） 飾演 “希歐”瑪拉·葛蘿莉安娜·維拉紐瓦
- 雅兒·格洛布格拉斯（英语：Yael Grobglas） 飾演 姵特拉·索拉諾
- 賈斯汀·巴爾多尼 飾演 拉斐爾·索拉諾
- 伊凡·科爾（英语：Ivonne Coll） 飾演 艾兒芭·葛蘿莉安娜·維拉紐瓦
- 布雷特·迪爾 飾演 小麥可·科代洛
- 傑米·卡米爾（英语：Jaime Camil） 飾演 羅赫里歐·迪·拉·維加

### 常設演員
- 麗塔·莫瑞諾 飾演 莉莉安娜·迪·拉·維加
- 雅拉·馬丁內茲（英语：Yara Martinez） 飾演 露易莎·奧佛
- 布麗奇特·里根（英语：Bridget Regan） 飾演 希恩·“蘿絲”·羅斯托
- 邁克爾·拉代 飾演 拉克蘭·摩爾
- 茱蒂·雷耶斯（英语：Judy Reyes） 飾演 迪娜·米拉格羅
- 雅姿·塔斯費（英语：Azie Tesfai） 飾演 娜汀·漢森
- 亞當·羅德里奎（英语：Adam Rodriguez） 飾演 喬納森·查維茲
- 梅根·凱琪（英语：Megan Ketch） 飾演 蘇姍娜·巴奈特
- 黛安·格雷羅（英语：Diane Guerrero） 飾演 黎娜·桑提連
- 普西拉·巴恩斯（英语：Priscilla Barnes） 飾演 美格達
- 法比亞娜·尤汀尼歐（英语：Fabiana Udenio） 飾演 艾琳娜·迪·諾拉
- 凱特·戴·卡斯提洛（英语：Kate del Castillo） 飾演 露西亞娜·里昂
- 安娜·迪·拉·洛奎拉（英语：Ana de la Reguera） 飾演 帕歐拉／蘿拉
- 梅蘭妮·梅隆（英语：Melanie Mayron） 飾演 瑪琳·唐納森
- 卡斯圖羅·奎拉（英语：Cástulo Guerra） 飾演 曼紐爾·迪·拉·維加
- 莫莉·哈根（英语：Molly Hagan） 飾演 派翠西亞·科代洛
- 麥特·費洛（英语：Mat Vairo） 飾演 德瑞克·魯佛
- 馬塞洛·圖伯特（英语：Marcelo Tubert） 飾演 帕布羅·阿隆索·塞古拉
- 喬治·迪亞茲 飾演 J·D·古茲曼
- 安琪·塞佩達（英语：Angie Cepeda） 飾演 艾莉安娜·查凡多
- 諾瑪·瑪多娜多（英语：Norma Maldonado） 飾演 導演
- 雷斯·梅德林（英语：Lex Medlin） 飾演 傑瑞
- 蘿西·加西亞 飾演 艾兒芭·葛蘿莉安娜·維拉紐瓦（青年）
- 凱瑟琳·托里比歐 飾演 “希歐”瑪拉·葛蘿莉安娜·維拉紐瓦（少女）
- 衛斯·阿姆斯壯 飾演 史考特·阿楚雷特
- 布萊恩·戴爾 飾演 盧卡
- 凡妮莎·梅洛爾 飾演 瓦蕾莉亞·迪·拉·維加
- 芙朗妮卡·梅洛爾 飾演 薇多莉亞·迪·拉·維加
- 凱勒·沃瑟姆 飾演 埃斯特班·桑提亞哥
- 麥斯·博德·瑞尼爾 飾演 米洛許
- 布萊恩·喬登·艾爾瓦瑞茲 飾演 衛斯理·麥斯特斯
- 雪莉·巴哈拉 飾演 克莉希娜
- 迪尼斯·門西亞 飾演 老馬特奧·維拉紐瓦
- 莉迪亞·波托 飾演 琪帕
- 凱特·柯恩 飾演 電視網高階執行長
- 茱莉安娜·巴寧格 飾演 電視網低階執行長
- 艾達·魯茲·普拉 飾演 電視網副執行長
- 喬納森·吳芮 飾演 艾瑞克·吳
- 梅莉·莎薇娜 飾演 萊拉

### 客串演員
- 布蘭妮·斯皮爾斯 飾演 自己
- 布魯諾·馬爾斯 飾演 自己
- 夏蘿（英语：Charo） 飾演 自己
- 約翰·薩利 飾演 自己
- 李·雷赫曼（英语：Lee Reherman） 飾演 自己
- 凱瑟琳·約克（英语：Kathleen York） 飾演 安吉莉·哈珀
- 克里斯托福·科賓 飾演 伊凡

## 集數
| 總集數 | 集數 （季） | 標題                            | 導演               | 編劇                                    | 首播日期       | 美國收視人數 （百萬） |
| --- | ----------- | ------------------------------- | ------------------ | --------------------------------------- | -------------- | --------------------- |
| 23 | 1           | 第二十三章 Chapter Twenty-Three | 布萊德·希伯林      | 珍妮·斯奈德·厄曼                        | 2015年10月12日 | 1.06                  |
| 貞一行人發現馬特奧不見後非常慌張，此時，羅斯托打電話給麥可，要麥可將其珍貴的別針從露易莎那裡拿來，她便會讓馬特奧回到貞身邊。在貞、拉斐爾與麥可找到羅斯托的別針後，三人一同來到某教堂，而麥可與娜汀見了面並交換了別針與馬特奧。貞抱著馬特奧，慶幸一切都安好，然而在貞回到家休息時，突然聽見門外的吵鬧聲，而維拉紐瓦一家人發現家門外竟有一堆記者與人群，疑惑的他們，在透過新聞報導後，這才得知原來是因為羅赫里歐在Twitter上的發文，加上羅赫里歐的兩個雙胞胎繼女架設的處女貞網站，讓眾人決定到維拉紐瓦家朝聖。拉斐爾覺得自己一直無法融入維拉紐瓦家，因此他請教了麥可，而麥可要拉斐爾多看些育兒的書，這樣或許會幫到貞。貞非常關切馬特奧的健康，而馬特奧不斷地想要吸奶，這讓貞很恐慌，此時，拉斐爾來到維拉紐瓦家並告訴貞或許這是哺乳密集期，這讓貞鬆了一口氣，同時也對拉斐爾刮目相看。姵特拉一直猶豫該如何處理拉斐爾的精子樣本，同時，姵特拉告訴露易莎自己已經知道拉斐爾與露易莎的意圖，而露易莎為了挽回局面而說了許多好聽話給姵特拉聽，這使姵特拉憶起多年前自己與拉斐爾的幸福生活，於是，姵特拉決定賭一把。當姵特拉將拉斐爾的精子植入自己的身體後，史考特來到姵特拉的辦公室，並表示要與姵特拉談談關於姵特拉偷取拉斐爾精子一事。拉斐爾想多與馬特奧相處，因此貞答應讓拉斐爾住在維拉紐瓦家幾周，同時，貞與麥可的關係悄悄升溫。 |             |                                 |                    |                                         |                |                       |
| 24 | 2           | 第二十四章 Chapter Twenty-Four  | 艾德華·奧尼拉斯    | 大衛·S·羅森塔爾                         | 2015年10月19日 | 0.84                  |
| 貞為了照顧馬特奧已經一周沒洗澡，因此家人們勸說貞梳理好自己並帶著馬特奧出去走走。希歐瑪拉與羅赫里歐因讓演唱會開天窗而遭到執導起訴，而撤銷告訴的唯一辦法就是應執導的要求在其郵輪上表演。史考特要姵特拉說服拉斐爾讓自己升遷，否則他會將姵特拉偷拉斐爾精子一事告訴拉斐爾。貞、拉斐爾與麥可一同到餐廳用餐，而拉爾斐及麥可互相急於表現讓貞非常尷尬，同時，麥可說出了羅斯托可能已經整形，這讓貞變得有些恐慌。貞一直徘徊在拉斐爾與麥可之間，希歐瑪拉支持貞選擇麥可，而艾兒芭則傾向拉斐爾陣營。路易莎決定開始了解飯店事務，但露易沙每問的問題都讓拉斐爾與姵特拉有些無語。麥可知道貞很在意羅斯托的事，因此來到維拉紐瓦家幫貞安裝保全系統，這讓貞非常感動並想起了與麥可相處的過往。希歐瑪拉與羅赫里歐深深感受到彼此之間的愛，但希歐瑪拉認為羅赫里歐與其前妻之間似乎尚有未解決的問題，因此還是決定取消兩人在衝動下結的婚，但他們依舊會保持戀人的關係。貞的鄰居因練歌太大聲導致馬特奧哭鬧不停，在勸說無效下，貞偷了鄰居的音箱，導致警方來到維拉紐瓦家盤查，這讓艾兒芭頗受驚嚇；在經過此事後，艾兒芭決定不再躲藏，她要勇敢的去申請綠卡。貞夾在拉斐爾與麥可之間非常為難，同時貞也不小心搞砸了三人的關係。麥可對於自己與拉斐爾爭風吃醋的行為感到抱歉，同時，貞意外地給了麥可線索，這對於羅斯托的案子有很大的進展。麥可問了貞她比較了解誰，很顯然的，貞當然比較了解交往多年的麥可，而麥可說出貞之所以會在猶豫考慮拉斐爾，或許是因為“家庭”的概念影響了貞，同時表明希望在他的心離開貞以前，貞會想清楚這一切。露易莎發現拉克蘭在背後搞鬼，正當她要告訴姵特拉時，卻意外被迷昏；而後，拉克蘭向姵特拉攤牌，表示自己競標下了瑪貝拉前的地，而他將會在那塊地築起法維克飯店，並毀掉瑪貝拉的海景房。生育研究所打給拉斐爾，表示將退回拉斐爾的管理費，同時表示姵特拉在兩個禮拜前早已取走拉斐爾的精子，這讓拉斐爾意識到，原來露易莎觀察姵特拉發現姵特拉懷孕是事實，而姵特拉肚裡孩子的父親恐是自己。 |             |                                 |                    |                                         |                |                       |
| 25 | 3           | 第二十五章 Chapter Twenty-Five  | 羅伯特·盧卡提      | 珂琳·布林克哈夫                         | 2015年10月26日 | 0.94                  |
| 拉斐爾拉著姵特拉來到醫院做檢查，並得知了姵特拉懷上自己的孩子，而拉斐爾說出了自己只是想利用姵特拉，好讓姵特拉向自己靠攏，並非真的對她存有感情。貞獲得學校的錄取，但貞卻礙於馬特奧而開始猶豫是否要放棄上學的念頭。羅赫里歐要麥可變得Man一些，好吸引貞的注意，然而，貞卻覺得麥可似乎變得很冷漠。姵特拉向貞與拉斐爾提出3項選擇：1.做人工流產、2.找個俄羅斯冤大頭當自己肚子孩子的父親、3.留在邁阿密並生下孩子，而這3項選擇都讓貞與拉斐爾非常苦惱。羅赫里歐的第一任妻子露西亞娜來到羅赫里歐的節目試鏡，然而兩人之間的火花讓希歐瑪拉非常嫉妒。貞嘗試帶著馬特奧到課堂上上課，然而馬特奧卻哭鬧不已，這讓貞起了想放棄上學的念頭，但在希歐瑪拉與艾兒芭的鼓勵下，貞決定堅持夢想，並相信自己可以兩者兼顧。貞從羅赫里歐那得知麥可的行為改變是因為聽了羅赫里歐的建議後，貞告訴了麥可表示自己會喜歡麥可是因為麥可的細心、溫柔以及傾聽，而麥可給了貞自己在近日寫下想對貞說的話的本子，這讓貞非常感動。希歐瑪拉決定成熟一些，不想再在意露西亞娜的事，而羅赫里歐也決定為了希歐瑪拉而不錄取露西亞娜，這讓未獲錄取的露西亞娜非常生氣而威脅了羅赫里歐。貞與拉斐爾都對姵特拉的事達成共識，並決定讓姵特拉生下小孩，這讓姵特拉非常高興。被綁架的露易莎以為是蘿絲所為，因此非常刁蠻，結果，事實上，綁架者是為了以露易莎威脅蘿絲。 |             |                                 |                    |                                         |                |                       |
| 26 | 4           | 第二十六章 Chapter Twenty-Six   | 姿娜·富恩特斯      | 保羅·修洛塔                             | 2015年11月2日  | 1.09                  |
| 拉斐爾想多與馬特奧相處，因此向貞表明是時候該談談馬特奧的扶養權。貞一直忙於照顧馬特奧，因此忘記了黎娜的生日，而貞極盡所能地籌畫黎娜的生日派對，但仍以失敗告終，而黎娜對此非常生氣，不過在貞的盡力修補下，黎娜還是原諒了貞。麥可告訴了貞當初是自己放走了娜汀，另外，蘇姍娜成了麥可的新搭檔，事實上，蘇姍娜是上級派來監視麥可的。拉斐爾對貞不信任自己可以照顧好馬特奧有些生氣，而貞則認為拉斐爾沒能夠體諒自己，這使兩人關係一度緊張，但在兩人敞開心房聊過後，他們都決定互相體諒對方，而貞也決定慢慢放手，多相信拉斐爾一些。拉斐爾要姵特拉別一直執著於自己，這讓姵特拉有所體悟，而決定朝著沒有拉斐爾的生活邁進，然而此時，米洛許現身，並表明為了逃漏稅而要姵特拉與自己結婚。在貞與黎娜狂歡後，她遇到了麥可，而兩人在氣氛使然下，互相擁吻了對方。貞與麥可都難忘這次的吻，而貞告訴希歐瑪拉麥可就是自己的選擇，然而這些話都聽在拉斐爾耳裡。 |             |                                 |                    |                                         |                |                       |
| 27 | 5           | 第二十七章 Chapter Twenty-Seven | 珍·特納            | 潔西卡·歐圖爾 艾美·拉爾汀               | 2015年11月9日  | 1.11                  |
| 貞決定要與麥可共度一生，但貞又對於自己與拉斐爾及麥可之間密不可分的三角關係感到擔憂。拉斐爾得知姵特拉要嫁給米洛許後，非常慌張，於是貞決定幫助拉斐爾阻止姵特拉與米洛許結婚。布蘭妮·斯皮爾斯下塌瑪貝拉飯店，這讓羅赫里歐憶起兩人從好友到撕破臉的過往。貞在美格達的建議下，要姵特拉將米洛許的罪證從電腦硬碟存到隨身碟中，並以此威嚇米洛許，然而在姵特拉掙扎於是否將揭穿米洛許時，米洛許告訴了姵特拉自己一直監聽著姵特拉，這使得姵特拉不得不嫁給米洛許。貞一直找不到時機告訴拉斐爾自己選擇了麥可，而拉斐爾知道自己無法永遠逃避貞內心的感受，於是自己說出知道貞的心意，但同時也不是很能理解貞。因希歐瑪拉年輕時，幫男友頂罪而留有偷竊罪的案底，這讓艾兒芭申請綠卡遇到阻礙，於是維拉紐瓦一家決定設法讓希歐瑪拉當時的男友認罪。有人告發麥可讓娜汀逃走，這讓麥可誤會拉斐爾是告發者，而與拉斐爾大打出手，結果卻意外傷到馬特奧。麥可潛入上司的辦公室，並發現了告發者非拉斐爾，於是麥可將此事告訴了貞，這讓貞意識到馬特奧應該為首要，因此決定放棄麥可，這讓麥可很傷心。蘇姍娜向上司告發麥可偷偷潛入上司辦公室，麥可也因此失去了工作，就在麥可決定駕車離去時，娜汀現身並用槍抵著麥可。 |             |                                 |                    |                                         |                |                       |
| 28 | 6           | 第二十八章 Chapter Twenty-Eight | 梅蘭妮·梅隆        | 珂琳·布林克哈夫 麥卡·雀拉夫特           | 2015年11月16日 | 1.12                  |
| 娜汀質問為何麥可要打電話給他，而麥可表明希望娜汀可以與自己合作好抓到希恩。貞一方面要照顧馬特奧，一方面又要處理寫作學程的作業，這讓貞忙得不可開交，使得喬納森認為貞不夠認真而開除貞，另外，因貞的不注意讓馬特奧因平躺過久導致頭的外型似乎過平，因此貞與拉斐爾決定讓馬特奧戴上頭套好矯正頭型。《激情桑托斯》正式完結，然而此時露西亞娜宣布，劇組將無縫接軌加入她主演的新肥皂劇陣容，這讓羅赫里歐憤恨不平。拉斐爾希望可以與貞有更進一步的發展，但貞仍然對麥可有好感而拒絕拉斐爾，這讓拉斐爾意識到自己似乎該向前。貞因為上課的緣故，而減少與馬特奧的相處，並發現馬特奧已不再想哺她的乳，這讓貞很喪氣。姵特拉懷上了雙胞胎，這讓拉斐爾與姵特拉都有些吃不消。姵特拉為了讓美格達出獄，好替她處理米洛許的爛攤子，因此以肚裡的孩子來拜託貞，好讓維拉紐瓦一家人答應美格達的假釋。拉斐爾試著與其他人約會，但他卻意識到自己仍執著於貞。米洛許為了找買家而出國，並喚來伊凡監視他的手榴彈，以免被姵特拉母女處理掉。姵特拉與美格達向警方透露米洛許的罪嫌，使得米洛許被警方扣押，因此伊凡不得不敢去幫助米洛許，而此時，姵特拉母女趁機將手榴彈處理掉，結果美格達卻不小心引爆了其中一顆手榴彈，導致其失去了一隻眼睛與一隻手。在感恩節當天，貞邀請姵特拉與家人共進晚餐，這讓姵特拉非常感恩。貞放棄了擠奶，並決定放下麥可，同時答應了拉斐爾約會的請求。麥可在消失幾個月後，終於現身並出現在蘇姍娜的辦公室。伊凡發現是姵特拉與美格達案中陷害米洛許，因此威脅美格達要將其秘密告訴姵特拉，這讓美格達非常慌張而殺死了伊凡，見到此景的姵特拉嚇得放聲尖叫。 |             |                                 |                    |                                         |                |                       |
| 29 | 7           | 第二十九章 Chapter Twenty-Nine  | 艾德華·奧尼拉斯    | 大衛·S·羅森塔爾 達拉·瑞斯尼克·克蕾西    | 2015年11月23日 | 0.98                  |
| 貞、拉斐爾及家人們都很忙碌，因此拉斐爾決定雇用保姆來照顧馬特奧，但貞仍對馬特奧綁架事件猶記於存。羅赫里歐的新劇被電視台取消，同時身兼新劇投資者的羅赫里歐因此破產，於是貞與希歐瑪拉希望羅赫里歐可以放下自尊，減少開支，但羅赫里歐說什麼也不願意屈服。貞與麥可在賣場相遇，但麥可似乎還未整理好情緒，這讓貞有些失落。姵特拉對於美格達捅出的簍子感到頭痛，欲求助於貞，但最後還是因美格達的威脅而妥協，更因此毀了自己好不容易與貞建立起的友誼。麥可之所以會被開除，是因為其與上級及蘇姍娜計畫讓娜汀與自己接觸，好得到有力情報，而途中娜汀為幫麥可擋子彈而中槍身亡，這讓麥可深受打擊。貞一直想不出該如何把故事寫得更加精采，因此她重新翻閱了查維茲所批改的她的文章，這讓貞有所收穫。貞決定放下對查維茲的不滿，並希望查維茲可以擔任自己的導師，但貞仍不入查維茲的眼而拒絕了貞。埃斯特班從羅赫里歐那得知希歐瑪拉的歌被選為其主演的肥皂劇主題曲後，決定要劇組取消這個決定，而羅赫里歐意識到自己犯下大錯後，決定任由埃斯特班擺布好讓希歐瑪拉贏回這個難得的機會；同時，羅赫里歐想通了與其接演自己不喜歡的戲，不如委屈一點，放棄生活中多餘的奢侈品，好好地做一回踏實的人。貞不願放棄，並決定報名查維茲的課，這讓查維茲很困惑，但最後查維茲還是被貞的堅持給屈服，並答應擔任貞的導師。衛斯理與露易莎接觸，並從中獲取許多索拉諾家族的秘密，並將其近日收集來的情報刊登在網路新聞上，這讓貞與拉斐爾非常生氣而決定向衛斯理反擊。貞看了保姆監視器，發現了告發麥可的艾瑞克是拉斐爾雇用的，這讓貞對拉斐爾感到非常失望，也因此使兩人好不容易升溫的感情，瞬間降到冰點。麥可與蘇姍娜從麥可收集來的情報，加上衛斯理的文章，發現了露易莎的母親是詐死，而露易莎也確認了母親的棺材並未有母親的遺體。 |             |                                 |                    |                                         |                |                       |
| 30 | 8           | 第三十章 Chapter Thirty         | 烏妲·布利斯維茲    | 保羅·修洛塔 卡洛琳娜·里維拉             | 2015年12月14日 | 0.98                  |
| 貞對於拉斐爾的所作所為感到氣憤，同時她得學習如何控管情緒，另一方面，貞以為自己獲得了獎學金補助，實際上卻是羅赫里歐替她支付了學費。貞為了支付下學期的學費而詢問喬納森是否有助教空職，但助教一職已無空缺，因此喬納森推薦貞參加短篇小說比賽好賺得獎金。羅赫里歐希望可以與麥可維持好兄弟的關係，但麥可卻希望兩人可以向前看。露易莎告訴麥可與蘇姍娜在過去的六個月裡她與蘿絲一直有在交友網站上聯繫，然而就在麥可與蘇姍娜欲調查該交友網時，該交友網站已經關閉，這讓拉斐爾對露易莎感到非常失望。麥可與蘇姍娜依循線索找到了露易莎母親米亞現居的精神病院，然而卻發現其非露易莎的母親，實為米亞多年前調包的患者。羅赫里歐一直交不到像麥可一般的好友而感到沮喪，同時羅赫里歐對於希歐瑪拉一直鼓勵貞拒拉斐爾於門外一事，讓他想起希歐瑪拉阻斷自己與貞相認的事，這使希歐瑪拉有所領悟，於是希歐瑪拉鼓勵貞與拉斐爾去做伴侶諮商，來打破兩人的僵局。貞與拉斐爾一直用自己的觀點來解釋麥可的事件，而在拉斐爾說出自己的感受時，貞這才想起埃米里歐的死亡而對拉斐爾感到抱歉，同時拉斐爾也承認自己是因為嫉妒麥可才會失去理智。喬納森起初騙貞短篇小說比賽只有歷史、驚悚與科幻三類，實則是要讓貞融會貫通這些小說類型的元素，並加入貞擅長撰寫的浪漫小說中，這使貞受益良多，同時，喬納森因衛斯理報導索拉諾家族的文章，以洩漏同學隱私而開除衛斯理的助教職位，並改由貞擔任。羅赫里歐刻意測試JD，卻誤會JD將自己所說的話傳出去，這讓JD很生氣而決定不再當羅赫里歐的實習生，同時JD說出自己是個作家，並將自己撰寫的劇本給了羅赫里歐。拉斐爾發現姵特拉總是心神不寧，並且因姵特拉的緊張而讓肚裡的孩子健康亮起紅燈，於是拉斐爾追問了姵特拉，姵特拉在不得已的情況下，說出了至今所發生的所有事，包括與米洛許結婚的原因以及伊凡之死等，這讓拉斐爾非常震驚。貞發現先前摔破並消失、欲放在聖誕樹上的天使陶瓷已被麥可修復，這讓維拉紐瓦一家對麥可的舉動感到窩心，同時貞也知道麥可一直在自己的心中留有重要的地位。拉斐爾決定幫助姵特拉，並要姵特拉向警方舉報美格達的所作所為，就在這時，美格達先發制人，並向警方舉報一切事端皆是姵特拉所為，而警方也立即逮捕了姵特拉。 |             |                                 |                    |                                         |                |                       |
| 31 | 9           | 第三十一章 Chapter Thirty-One   | 喬安娜·克恩斯      | 艾美露·狄亞茲 潔西卡·歐圖爾 艾美·拉爾汀 | 2016年1月25日  | 0.99                  |
| 貞以為自己與麥可和好，就在浪漫的時刻，貞被馬特奧吵醒。莉莉安娜來到邁阿密，而大家卻發現莉莉安娜悶悶不樂而要貞去安慰莉莉安娜，結果莉莉安娜說出了羅赫里歐的父親曼紐爾是個同性戀，並因男人而和她離婚，這讓貞很吃驚，同時莉莉安娜要貞保守秘密，尤其是對羅赫里歐。一切證據都指向姵特拉即為殺害伊凡的兇手，這讓姵特拉很迷惘，而拉斐爾也想盡辦法要幫助姵特拉洗刷冤屈。貞擔任助教的第一天，卻發現班上全都是運動員而對書本毫無興趣，故決定利用體育賽事來與書本做結合。貞不小心對希歐瑪拉說溜嘴，同時要希歐瑪拉對羅赫里歐保守秘密，後來希歐瑪拉也忍不住告訴了艾兒芭關於曼紐爾的事。貞與艾兒芭對馬特奧的睡眠退化有不同的處置方式，但貞卻不忍心讓馬特奧一直哭，經過一番努力，顯示艾兒芭的方法才是最佳選擇。羅赫里歐發覺只要對莉莉安娜提及曼紐爾，莉莉安娜的臉色就會改變，故懷疑曼紐爾將要逝世，看不下去的貞終於對羅赫里歐說出了實情。而後，羅赫里歐決定婉轉讓母親知道其可以接受父親是個同性戀的事實，而莉莉安娜則對自己未來孤獨的人生感到害怕。拉斐爾與姵特拉發現美格達用來陷害姵特拉的兇器是在伊凡死亡後才送達飯店，並因此擒住美格達將其移送法辦。曼紐爾來到維拉紐瓦家，並發現莉莉安娜對大家撒了謊，因為莉莉安娜知道他是同性戀的事已有40年之久。露易莎與蘇姍娜之間產生了火花，但蘇姍娜希望可以保持專業的態度。麥可與蘇姍娜發現露易莎的母親米亞早已在8年前自然死亡，並發覺到他們要找尋的毒梟穆特可能就是艾琳娜。艾琳娜對拉斐爾說出當初其與埃米里歐相識、結婚到離婚的經過，這讓拉斐爾對艾琳娜的憎恨有些釋懷，而後，當拉斐爾在找尋艾琳娜過去的物品時，發現了艾琳娜與穆特有所關係，此時，艾琳娜出現並用針頭刺向拉斐爾，欲追問拉斐爾當初交給娜汀的隨身碟在哪，隨後拉斐爾便陷入昏迷。 |             |                                 |                    |                                         |                |                       |
| 32 | 10          | 第三十二章 Chapter Thirty-Two   | 傑森·賴利          | 麥卡·雀拉夫特                           | 2016年2月1日   | 1.04                  |
| 貞文思泉湧，並寫了篇非常好的故事論文，然而因馬特奧學會爬行而拌到電腦線，導致果汁灑進電腦裡，這讓貞陷入恐慌。黎娜要貞享受社交生活，並暗中幫貞註冊了交友網站帳戶。麥可與蘇姍娜發現昏倒的拉斐爾，而拉斐爾將娜汀未交出隨身碟一事告訴了麥可，這讓麥可很驚訝。麥可向蘇姍娜說出此事，而蘇姍娜要麥可向她坦承與娜汀接觸的一切。貞得知黎娜私自幫她註冊帳戶一事感到荒唐，同時拉斐爾仍對貞抱有期望。姵特拉出血讓她與拉斐爾都非常緊張，而姵特拉氣走了兩個看護，這使拉斐爾決定親自照顧姵特拉。羅赫里歐對莉利安娜的作為產生同情而雇莉莉安娜當自己的經紀人，但莉莉安娜帶給劇組太多壓力使得羅赫里歐非常兩難。貞無意間與交友網站的格雷格（何塞·莫瑞諾·布魯克斯 飾演）聊天，並開始對格雷格抱有期望，但這段緣分最後還是告吹。貞與黎娜在酒吧遇見電腦維修員達克斯（迪亞哥·鮑尼塔 飾演），並與達克斯有所發展，結果貞卻得知達克斯已有女友。貞希望喬納森給予自己寬裕的時間重寫論文，而喬納森要貞放下過去，讓新的靈感發揮。羅赫里歐狠下心來開除了莉莉安娜，而表面故作堅強的莉莉安娜其實內心很受傷，見狀的希歐瑪拉安慰了莉莉安娜，這使兩人之間的隔閡漸漸消逝。麥可想起過去與娜汀接觸的回憶，並憶起娜汀之前割傷自己的腳，故麥可再次割開傷口，並發現了隨身碟的芯片。貞發現自己在公車上寫的新故事更勝之前寫的文章，這讓貞很開心，同時，她夢見自己與喬納森激起了火花。 |             |                                 |                    |                                         |                |                       |
| 33 | 11          | 第三十三章 Chapter Thirty-Three | 烏妲·布利斯維茲    | 米高·J·辛坤馬尼                         | 2016年2月8日   | 0.94                  |
| 貞發覺自己對喬納森產生感情，因此設法想知道喬納森是否也有相同的感覺。希歐瑪拉發現了一枚戒指，而貞告訴希歐瑪拉那枚戒指是莉莉安娜轉交給羅赫里歐，欲給予希歐瑪拉的傳家寶，然而羅赫里歐突然出現，使得貞不得不說出她們發現了戒指，而羅赫里歐並未以此戒指向希歐瑪拉求婚，反而傳給貞，這使希歐瑪拉有些失落。麥可與蘇姍娜發現艾琳娜的繼女竟是蘿絲，而兩人早已設想利用瑪貝拉來進行毒品交易；露易莎知道與蘿絲及艾琳娜有所交涉的司機身分，故麥可及蘇姍娜要露易莎和司機喬伊接觸。貞非常不放心的將馬特奧交給羅赫里歐照顧，結果馬特奧誤吞了羅赫里歐欲鑲在求婚戒指上的小鑽石，這讓貞非常生氣而責怪羅赫里歐，此舉傷了羅赫里歐的心。貞以為喬納森也對自己有意思而做出了糗事，這讓貞極度尷尬，並極力想導正這尷尬的情況。羅赫里歐為希歐瑪拉準備生日派對，並打算在派對上向希歐瑪拉求婚，然而因希歐瑪拉接到工作邀約，故不克出席，這讓羅赫里歐很失望。蘇姍娜發覺露易莎還是放不下蘿絲，故決定斷了與露易莎的感情。拉斐爾與姵特拉攜手解決飯店危機，而近日的相處使兩人之間的距離變得更加靠近，促使拉斐爾吻了姵特拉，然而即便姵特拉愛著拉斐爾，但她知道拉斐爾尚未放下貞而拒絕了拉斐爾。希歐瑪拉在餐廳的表演非常順利，而羅赫里歐藉機向希歐瑪拉求婚，但希歐瑪拉表明現在的她要為自己而活，同時打算完成歌手夢，故不想再養育孩子，這使羅赫里歐有些猶豫。喬納森的事引響了貞的寫作，故貞決定更換導師，此時，已不再是貞的導師的喬納森決定約貞共餐。麥可與蘇姍娜終於破解芯片，至於蘿絲與艾琳娜則伺機而動。 |             |                                 |                    |                                         |                |                       |
| 34 | 12          | 第三十四章 Chapter Thirty-Four  | 霍華·道區          | 瑪德蘭·韓翠絲                           | 2016年2月22日  | 0.94                  |
| 羅赫里歐正式向希歐瑪拉求婚，並表示自己不在意希歐瑪拉不想生孩子一事，這讓希歐瑪拉非常感動，同時也對羅赫里歐的退讓感到掙扎。貞打算放開思想，將自己的第一次獻給喬納森，但在喬納森得知貞與艾兒芭有過約定後，決定收手，而事實上，貞也依舊無法坦然地在結婚前獻出第一次。姵特拉的情緒起伏大，因此拉斐爾希望貞可以幫助姵特拉處理育兒事務，然而貞與姵特拉卻極度不合。露易莎在蘇姍娜的鼓勵下向拉斐爾對於私下和蘿絲聯絡一事道歉，但拉斐爾還是無法原諒露易莎。姵特拉似乎很在意貞與拉斐爾的關係，因此和貞產生芥蒂，同時，拉斐爾向貞表明自己還是愛著貞，但貞已經放下了這段感情，這使得拉斐爾終於體會到露易莎的心情。貞和喬納森利用手機傳性愛簡訊，慾火焚身的兩人打算發生關係，結果貞卻不停流淚使得貞的破處計畫又再次告吹。麥可為了引出蘿絲與艾琳娜，因此訂定了真假計畫，並要露易莎假裝發生車禍，好讓蘿絲現身，而計畫果然成功，就在蘇姍娜有機會逮到蘿絲時，蘿絲威脅蘇姍娜放她走，否則她將會下令手下殺害蘇姍娜的弟弟，這使得蘇姍娜別無選擇。而後，蘇姍娜與蘿絲發生打鬥，而搶到槍的蘿絲開槍射傷了蘇姍娜，就在麥可趕到時，逃跑的蘿絲慘遭艾琳娜的藍色絲繩勒斃，這讓露易莎深受打擊。羅赫里歐希望希歐瑪拉考慮冷凍卵子，而希歐瑪拉為了羅赫里歐著想而答應了羅赫里歐，但最終她意識到自己並不想這麼做，她想要擁有自己選擇的人生，因此她決定將求婚戒還給羅赫里歐。羅赫里歐非常傷心，而他沒說出的，是希歐瑪拉是他這一生唯一的摯愛，而知道這件事的只有他即將出獄的筆友。麥可趕到維拉紐瓦家，並告訴貞之前他會推開她是因為他牽涉蘿絲案極深，他不希望讓貞與馬特奧受到傷害，而現在蘿絲死了，他終於可以向貞表明自己的情感，而貞也依舊愛著麥可。 |             |                                 |                    |                                         |                |                       |
| 35 | 13          | 第三十五章 Chapter Thirty-Five  | 梅蘭妮·梅隆        | 香緹兒·M·威爾斯                         | 2016年2月29日  | 0.91                  |
| 貞和麥可終於復合，並向對方吐露了彼此的近況，至於希歐瑪拉與羅赫里歐則選擇成熟面對感情問題，並維持朋友關係。貞回到瑪貝拉上班，而黎娜被史考特指控偷了飯店的酒，這讓黎娜感到委屈並決定證明自己的清白。貞和拉斐爾說出自己與麥可復合的事，這讓拉斐爾很是無法接受，而貞認為自己原諒了姵特拉，拉斐爾也應該原諒麥可。蘇姍娜向麥可坦誠自己是派來調查麥可的，但經歷蘿絲威脅事件後，讓她體會到麥可的處境。蘿絲的死亡讓露易莎再次戒酒失敗，同時貞和黎娜也發現酒是露易莎偷去喝的。貞、拉斐爾與麥可的三人午餐進行的不順利，即便麥可向拉斐爾對其動粗一事感到抱歉，但拉斐爾仍不希望麥可接近他的家人。貞對拉斐爾不領麥可的情感到生氣，同時，姵特拉認為拉斐爾不夠在乎自己和肚裡的孩子，而讓她有種被排在第二順位的感覺。希歐瑪拉和羅赫里歐發生了關係，貞得知後，告訴了希歐瑪拉，羅赫里歐仍對希歐瑪拉改變想法一事抱有期望，這讓希歐瑪拉意識到或許兩人應該保持距離，並讓羅赫里歐放棄希望。貞發現露易莎又開始酗酒，因此建議露易莎向拉斐爾坦白。麥可為了貞打算辭職，但貞卻不希望麥可因為她而放棄他所愛的工作，同時，在希歐瑪拉得知此事後，她意識到自己並未為羅赫里歐犧牲。露易莎向蘇姍娜吐露心事，而蘇姍娜希望露易莎可以戒酒，同她也會陪在露易莎身旁支持她。貞代替希歐瑪拉出席羅赫里歐的新戲首映會，然而貞卻發現希歐瑪拉暗自為與羅赫里歐分手一事感到傷心，因此錯過了和羅赫里歐走紅毯的機會，此時，帕歐拉在羅赫里歐耳邊嚼舌根，蓄意破壞羅赫里歐和維拉紐瓦一家的感情。貞將麥可打算辭職的事告訴拉斐爾，而她也知道拉斐爾並不想要這樣的結果，拉斐爾坦白其害怕馬特奧父親的位置會被取代，而貞也表明拉斐爾永遠都是馬特奧的父親，故拉斐爾決定試著去接受麥可；同時，他也意識自己已經沒有機會回到貞的身邊，故打算全心投入在姵特拉及其肚裡孩子的身上，但姵特拉知道自己只是拉斐爾的備胎而拒絕了拉斐爾，這讓拉斐爾落得兩頭空，並開始重回情場風流。帕歐拉潛入羅赫里歐的家，並加強羅赫里歐家裡門窗的鎖，好讓自己和羅赫里歐可以被關在一起，此時，羅赫里歐才意識到帕歐拉正是自己的筆友蘿拉。                                                                     |             |                                 |                    |                                         |                |                       |
| 36 | 14          | 第三十六章 Chapter Thirty-Six   | 烏妲·布利斯維茲    | 潔西卡·歐圖爾 艾美·拉爾汀               | 2016年3月7日   | 0.92                  |
| 拉斐爾過著風流生活，這讓姵特拉非常擔心，並訓斥拉斐爾，要拉斐爾振作起來。貞發現安吉莉瞟竊她的故事，這讓她非常氣憤，同時她與希歐瑪拉誤以為羅赫里歐還在生她們的氣而消失。麥可與警探們決定找出艾琳娜的兒子德瑞克，並希望拉斐爾可以提供協助。希歐瑪拉得知艾兒芭在結婚前早已失去貞節而感到驚訝，並認為艾兒芭一直灌輸她守節操的觀念，使得享受正常性關係的她一直感到羞愧，對此她更為氣憤，認為艾兒芭是個偽君子，而這次貞也無法站在艾兒芭這一邊。姵特拉將拉斐爾一直酗酒縱慾的事告訴了貞，這讓貞非常擔心，同時麥可表示他確實有一點點在意貞和拉斐爾的過去，甚至對當初貞退還他戒指的那一段回憶感到餘悸猶存，而後，麥可也說出拉斐爾暗中協助警方一事。姵特拉引出貞好讓貞與自己一同去搖醒拉斐爾，這時貞才說出拉斐爾與警方合作的事，而後，姵特拉得知安吉莉瞟竊了貞的故事，而決定和貞來到安吉莉的簽書會討回公道。在簽書會上，姵特拉的羊水破掉，而貞決定放棄與安吉莉對質的機會，帶著姵特拉前往醫院。艾兒芭向希歐瑪拉道歉，並表示當初發生婚前性行為的她受到他人指指點點，因此她不希望希歐瑪拉也遭人閒話，但她卻無意間成為羞辱希歐瑪拉的人，這使她感到歉疚。陣痛的姵特拉要貞轉移自己的注意力，故貞念了自己的故事，卻意外發覺其實她與安吉莉的著作有些許不同，而且她的故事設定其實也是來自莎士比亞的作品。經過一段時間的折磨，姵特拉終於產下兩女－艾莎與安娜，而姵特拉也很感謝貞的陪伴，同時拉斐爾也正式成為有三個孩子的爸。貞在聽過姵特拉的意見後，意識到她不需要彌補和麥可的過去，因為現在的他們比以前更好，而麥可也再度向貞求婚，貞也激動地答應了麥可。被綁架的羅赫里歐在蘿拉的酒裡下藥，但卻仍未成功逃出，最後被蘿拉敲昏。希歐瑪拉邀請艾兒芭的初戀帕布羅來家中，這讓艾兒芭很驚訝，並說著帕布羅會帶來災難，另外，德瑞克來到瑪貝拉飯店並入住了飯店。 |             |                                 |                    |                                         |                |                       |
| 37 | 15          | 第三十七章 Chapter Thirty-Seven | 梅蘭妮·梅隆        | 莎拉·高芬格                             | 2016年3月21日  | 0.77                  |
| 貞正籌備與麥可的訂婚派對，並與新導師瑪琳見面，而瑪琳將對貞進行測驗好確定是否要收貞為徒。姵特拉產後似乎不太關心孩子，甚至還有些害怕，而拉斐爾試圖在旁協助姵特拉。麥可的父母駕到，然而他們卻希望麥可別娶貞，這讓貞很傷心。貞和希歐瑪拉開始擔心起羅赫里歐，因此將此事告訴了麥可，而麥可來到羅赫里歐家後，發現羅赫里歐遭到了綁架。帕布羅抵達維拉紐瓦家，而艾兒芭表示帕布羅遭受了詛咒而不願見帕布羅，在貞的說服下，艾兒芭終於和帕布羅碰面，並答應和帕布羅約一次會。蘿拉打算和羅赫里歐一同自盡，就在羅赫里歐腦海閃過人生跑馬燈時，他看見了麥可，並協助麥可擒住了蘿拉。麥可的父母對貞為拉斐爾離開麥可一事很介意，使得四人的晚餐不歡而散，而後，麥可的父母也離開了邁阿密，而貞決定說服他們回來參加訂婚派對。瑪琳覺得貞的故事沒有內容，即便其具備了瑪琳要求的條件，而希歐瑪拉和艾兒芭要貞試著放下，不要強求自己讓大家都喜歡她。拉斐爾與德瑞克終於見面，而德瑞克說出了自己的心境，使拉斐爾感同身受而決定取消和麥可的合作。羅赫里歐一直壓抑自己遭綁架的內心感受，然而卻在採訪前終於撐不住。貞接到羅赫里歐經紀人的電話後趕到，並安慰了羅赫里歐，然而卻因此錯過自己的訂婚派對。麥可的父母無法諒解貞錯過了訂婚派對，而貞也決定放棄麥可的父母，並表示只要麥可可以體諒自己這樣就已足夠。拉斐爾放了保姆假，並決定和姵特拉一起照顧艾莎與安娜，好讓姵特拉與女兒們可以更加親近。艾兒芭和帕布羅之間的情愫滋長，與此同時，維拉紐瓦家的水管突然爆裂。 |             |                                 |                    |                                         |                |                       |
| 38 | 16          | 第三十八章 Chapter Thirty-Eight | 喬治亞·加西亞·瑞道 | 麥卡·雀拉夫特                           | 2016年3月28日  | 0.93                  |
| 維拉紐瓦家正進行整修，因此一家人暫住在瑪貝拉飯店，同時貞和麥可正另覓婚後新居。羅赫里歐出錢為貞和麥可辦婚禮，然而羅赫里歐卻想邀請一堆人來參加婚禮，這讓只想扮小小婚禮的貞覺得不妥。貞和麥可在距離邁阿密有三十至四十分鐘車程的地方找到適合的房子，但拉斐爾卻不希望自己和馬特奧分隔兩地，因此表示願意出錢幫忙貞和麥可，但貞和麥可都對此有所罣礙。艾兒芭和帕布羅陷入熱戀，而艾兒芭希望可以在婚前守貞，因此帕布羅向艾兒芭求了婚，而艾兒芭也答應了帕布羅，這讓貞和希歐瑪拉非常驚訝。貞發現姵特拉的狀態不佳，因此說服姵特拉參加新手媽媽課程，然而眾人卻發現姵特拉似乎患有產後憂鬱症，因此貞希望姵特拉可以去看心理醫生，並盡力在旁協助姵特拉。拉斐爾在姵特拉的提點下，意識到貞的人生都被馬特奧給打亂，因此決定退讓一步，讓貞和麥可入住遙遠的新居。姵特拉見了美格達，而美格達表示自己和姵特拉都不適合當母親，因此要姵特拉將孩子送養。貞發現帕布羅背叛艾兒芭，生氣的艾兒芭看清現實並趕走了帕布羅。貞在希歐瑪拉的提點下，意識到羅赫里歐都未曾替自己辦過任何儀式與派對，因此貞決定退讓一步，讓羅赫里歐繼續幫她辦婚禮，而羅赫里歐也決定放下個人情感，和希歐瑪拉攜手，在攝影棚打造一個維拉紐瓦家，好做為貞的婚禮場地。麥可與拉斐爾攜手，好對德瑞克進行調查，得以更加深入了解艾琳娜。貞和麥可在邁阿密找到一個符合條件與預算的房子，並成功租下該房子，而實際上，這是姵特拉給予貞和麥可的秘密禮物。貞即將離開維拉紐瓦家，這讓希歐瑪拉與艾兒芭非常有感觸。 |             |                                 |                    |                                         |                |                       |
| 39 | 17          | 第三十九章 Chapter Thirty-Nine  | 麥修·戴蒙          | 卡洛琳娜·里維拉                         | 2016年4月11日  | 0.97                  |
| 希歐瑪拉和黎娜未聽取貞的安排，擅自為貞籌畫了一個瘋狂的單身派對。麥可要舉辦單身派對的事被羅赫里歐得知，在不得已的情況下，麥可只好邀請羅赫里歐，而羅赫里歐也著手安排所有行程。拉斐爾希望麥可可以搜查德瑞克的船，但麥可礙於程序問題而拒絕了拉斐爾，故拉斐爾擅自雇用了調查所去進行搜查。貞在布萊克教授的指示下進行代課，結果希歐瑪拉叫來的脫衣舞男公然在教室對貞脫衣跳舞，這恐讓貞飯碗不保。麥可和朋友們對羅赫里歐的行程安排感到不自在，而羅赫里歐得知後，非常傷心。麥可向羅赫里歐表示雖然兩人的關係要好，但礙於岳父與女婿的關係，似乎該保持一些空間，這讓羅赫里歐有所體悟。從布萊克那得知工作保住的貞放下了心中大石，結果就在這時，希歐瑪拉卻誤將責難布萊克的錄音傳給了布萊克，這讓貞很頭痛。貞拜託瓦蕾莉亞與薇多莉亞拿走布萊克的手機，並將語音留言刪除，經歷一番混亂後，貞終於解除此危機。希歐瑪拉和黎娜暗戀的酒保查德親熱，這讓黎娜感到受傷，至於貞則一再的對希歐瑪拉感到失望。拉斐爾留住德瑞克，好讓調查所進行搜查，結果德瑞克與其朋友讓拉斐爾買下了股票，使得拉斐爾深陷內線交易危機。貞說出自己一直以來都在打點其他人的生活，而麥可是她唯一可以依賴的對象，同時，貞搞不定誓約的長度，因為她有太多想說的話，而麥可提議不如拿掉婚禮中的誓約環節，只讓彼此知道誓約內容，這使兩人沉浸在幸福的氛圍中。希歐瑪拉向貞道歉，這讓貞想起四年前希歐瑪拉也犯了同樣的錯，而這次貞決定不接受希歐瑪拉的道歉，並要希歐瑪拉可以有所成長。姵特拉一直反覆思考著美格達所說的話，更起了離開邁阿密的念頭，此時，一名自稱是姵特拉孿生姊妹的女子來找姵特拉。 |             |                                 |                    |                                         |                |                       |
| 40 | 18          | 第四十章 Chapter Forty          | 安娜·馬斯特洛      | 潔西卡·歐圖爾 艾美·拉爾汀               | 2016年4月18日  | 0.96                  |
| 貞和希歐瑪拉依舊尚未和好，同時在沒人看顧馬特奧的情況下，麥可成為了馬特奧的奶爸。羅赫里歐因在片場建造了維拉紐瓦家，而引起電視台高層的關注，於是羅赫里歐向迪娜求救，要迪娜利用片場來寫出一段好故事。馬特奧對麥可叫出“爹爹”，這讓貞和拉斐爾頗為驚訝，而拉斐爾也對此感到介意，故決定多和馬特奧相處。姵特拉帶著突然出現的孿生妹妹阿妮姿卡到監獄探視美格達，而美格達說出她當初無法養育兩個孩子而拋棄了有癲癇的阿妮姿卡，同時美格達警告阿妮姿卡別太相信姵特拉。瑪琳仍對貞的浪漫小說劇情提出許多異議，使得貞不知該如何撰寫，更因此和瑪琳起了爭執，甚至還想違背自己的內心將浪漫情節刪除。貞在試穿婚紗時，想起之前有希歐瑪拉的陪伴而感傷，這看在艾兒芭眼裡很是心疼，而羅赫里歐也試圖讓母女倆和好。阿妮姿卡一直闖出禍來，甚至不小心傷及了與拉克蘭合作的法維克飯店主人芭芭拉，差點毀了收購法維克飯店這樁交易，也讓姵特拉非常頭痛。羅赫里歐在迪娜的解釋下，才終於了解到貞和希歐瑪拉之間的問題點，因此他邀來兩人，並演出了一段仿自兩人相處的劇情，這讓貞和希歐瑪拉感觸很深，也因此意識到她們在彼此的心中有多麼重要。因芭芭拉的收購價碼提高，使得姵特拉很擔憂而打算送走阿妮姿卡，但拉斐爾阻止了姵特拉，並謊稱銀行決定投資飯店，事實上，他考慮動用內線交易所獲得的財產來收購土地，同時，阿妮姿卡似乎對拉斐爾有了仰慕之情。羅赫里歐很感謝迪娜幫助了他，而迪娜也被羅赫里歐關心家人的樣貌給深深吸引，並吻了彼此。貞在和希歐瑪拉和好的過程中受到了提點，而將母女親情加入了小說中，同時，麥可表示他不想只當馬特奧的奶爸，而希望可以成為馬特奧的第二個爸爸，這讓貞非常感動。貞通過瑪琳的測驗並成功入選下學期的課程，正當她和麥可開心不已之時，兩人卻遭到了監視與偷拍。 |             |                                 |                    |                                         |                |                       |
| 41 | 19          | 第四十一章 Chapter Forty-One    | 吉娜·拉馬爾        | 喬·勞森                                 | 2016年4月25日  | 0.84                  |
| 報紙報導著毒梟事件，並玷汙了麥可名聲，使得警局不得不拿麥可開刀。因麥可遭到解雇，貞必須努力賺錢負擔支出，因此史考特將培訓阿妮姿卡的工作交給了貞。貞和拉斐爾在看顧馬特奧上的分配再度意見分歧，因此兩人決定讓調解人介入，然而貞和拉斐爾仍然未達到共識。希歐瑪拉決定試鏡羅赫里歐肥皂劇裡的角色，在羅赫里歐得知後，直接聘用了希歐瑪拉。貞向客人自薦可以幫忙其兒子艾文撰寫大學備審文章以獲得良好報酬，然而她卻沒想到他們是想要貞幫忙代筆。麥可尋找新工作卻處處碰壁，這讓他非常沮喪。姵特拉發現安娜與艾莎的信託管理人並非自己，並得知貞為馬特奧的信託管理人，在追問之下，拉斐爾坦承雖然兩人的關係改善了很多，也樂於這種關係，但他仍然無法完全相信姵特拉。希歐瑪拉因緊張而表現不佳，使得羅赫里歐不得已開除了希歐瑪拉，同時在希歐瑪拉的提點下，羅赫里歐才發現自己似乎真的愛上了迪娜。貞為了報酬而硬著頭皮幫忙艾文，並試圖了解艾文的興趣，然而艾文的母親卻不希望艾文從事音樂工作而逼迫貞重寫文章。貞意識到自己不想成為阻礙兒子未來的母親，因此她決定退讓，並和拉斐爾達成了協議。姵特拉對貞和拉斐爾的友好情誼感到在意，而阿妮姿卡得知此事後，暗中向貞的學校寄了一封貞願意收費代筆的廣告。羅赫里歐試探迪娜，在得知迪娜並未愛上自己後，這讓他感到失落。貞努力克制自己的情緒，而麥可發現貞有所異樣後，關心之下，貞才說出自己為了努力賺錢而無法和馬特奧相處，同時又不希望造成麥可的負擔，而麥可表示自己成為了羅赫里歐的保安隊長，並希望貞可以依靠自己。拉斐爾試圖讓姵特拉理解自己，但姵特拉受夠了拉斐爾滿口的謊言，這讓拉斐爾意識到自己的問題，並向德瑞克坦承自己與警方有所合作，而後，看似一切安好之時，德瑞克私下打了一通電話，並表示搞垮拉斐爾的行動正式開始。 |             |                                 |                    |                                         |                |                       |
| 42 | 20          | 第四十二章 Chapter Forty-Two    | 姿娜·富恩特斯      | 麥卡·雀拉夫特 保羅·修洛塔               | 2016年5月2日   | 0.86                  |
| 母親節即將到來，姵特拉決定邀請維拉紐瓦一家人一同出席母親節早午餐，而貞為了讓彼此更加融合而答應了姵特拉。布萊克和瑪琳對貞的廣告提出異議，這才讓貞發現自己被惡作劇，而布萊克認為貞身邊圍繞著太多問題而決定在下學期不讓貞擔任助教，但瑪琳願意相信貞，因此貞得設法捉出元兇。德瑞克向拉斐爾攤牌，威脅拉斐爾將法維克飯店交給他，否則他將會把拉斐爾參與內線交易一事公諸於世，這讓拉斐爾看清了德瑞克的真面目，並因此陷入兩難。羅赫里歐希望可以參加迪娜的生日派對，在說服迪娜後，他向貞求救，希望貞可以教他如何應對迪娜的朋友。貞發現阿妮姿卡似乎就是陷害她的兇手，因此將此事告訴了姵特拉，而在姵特拉的追問下，阿妮姿卡坦承了一切。阿妮姿卡誤會貞的意思，使得訊息傳達錯誤，這讓貞和姵特拉起了爭執，而姵特拉決定掩護阿妮姿卡。羅赫里歐將麥可升為技術指導，但由於麥可太過投入，而造成劇組的不便。羅赫里歐發現迪娜的生日並非派對而是聚餐，因此緊急呼叫貞來支援，在迪娜得知羅赫里歐嘗試融入其交友圈後，感到窩心，同時貞表示雖然她支持羅赫里歐與迪娜在一起，但她似乎還需要時間來適應。母親節當天，維拉紐瓦一家人出席了早午餐聚，而大家都因為有所心結而非常尷尬。貞發覺拉斐爾似乎有著煩惱，追問之下，拉斐爾說出了德瑞克的事，而後，貞也向麥可轉述了事實，而姵特拉聽見了兩人的所有對話。羅赫里歐在餐聚上播放了家人們想對貞說的話的訪談，作為貞的母親節禮物，這讓貞非常感動，與此同時，阿妮姿卡也表示對她來說，姵特拉也是個偉大的母親。在早午餐聚結束之際，貞和姵特拉再度因阿妮姿卡而吵了起來，這讓阿妮姿卡壓力過大而癲癇發作。貞對阿妮姿卡病情發作一事感到抱歉，而姵特拉也矢口否認關於阿妮姿卡陷害貞的事，直到阿妮姿卡坦承了一切後，得知真相的貞不敢相信自己又再次相信了姵特拉的謊言，憤怒的同時，貞要求阿妮姿卡彌補此事。貞對於希歐瑪拉坦然面對羅赫里歐新戀情一事感到驕傲，殊不知，希歐瑪拉竟和羅赫里歐的死敵埃斯特班發生了關係。姵特拉向拉斐爾詢問了德瑞克的事，而麥可想通了毒梟案，並緊急打給了蘇姍娜，與此同時，德瑞克與艾琳娜正慶祝著將獲得法維克飯店一事。                                                                       |             |                                 |                    |                                         |                |                       |
| 43 | 21          | 第四十三章 Chapter Forty-Three  | 梅蘭妮·梅隆        | 潔西卡·歐圖爾 艾美·拉爾汀 保羅·修洛塔   | 2016年5月9日   | 0.90                  |
| 艾兒芭認識了出版社副總裁貝芙莉·佛羅里斯（黛比·艾倫 飾演），並向其推薦了貞，而貝芙莉極有興趣欣賞貞的作品，但瑪琳認為貞不該將論文交出去，表示貞應等到其文章純熟之時在投稿出版社。姵特拉表明不克出席貞的婚禮，而貞則要姵特拉化解彼此間的疙瘩與嫌隙，並希望姵特拉可以出席婚禮。麥可極力說服蘇姍娜繼續調查毒梟案，而蘇姍娜也決定放下對中槍事件的恐懼。貞認為拉斐爾應該和律師談談，並向警方自首，與警方合作，但姵特拉另有計畫，而拉斐爾最終採用了姵特拉的方法，這讓貞與姵特拉之間的戰火延燒。劇組決定罷工，這恐會影響到貞的婚禮，因此羅赫里歐決定加入製作團隊做粗活，試圖讓劇組推遲罷工日到貞的婚禮之後。拉斐爾與姵特拉演了一場戲，讓德瑞克非常緊張，不過最終還是被德瑞克識破，使得拉斐爾不得不交出法維克飯店。麥可讀貞的小說讀到睡著，這讓貞有些失落，但麥可鼓勵了貞，表示沒有一個作家一開始就能寫出驚為天人的故事，而貞也決定接受瑪琳的意見，暫緩投稿出版社的計畫。馬特奧生病，這讓貞非常擔心，而馬特奧的一歲生日到來，這讓貞與拉斐爾感觸極深，同時拉斐爾也意識到一年的時間過去，貞的心也離自己越來越遠。羅赫里歐成功擄獲劇組的信賴，而劇組也決定推遲罷工，然而羅赫里歐卻得知電視台高層決定開除所有罷工的員工，這讓羅赫里歐非常不好受，而打算支持劇組人員。麥可對毒梟案有新的進展，因此與蘇姍娜來到法維克飯店，卻發現德瑞克捲款逃跑，並將艾琳娜綑綁在法維克飯店。阿姿妮卡假扮姵特拉的技術越來越純熟，同時揭露其與美格達正暗中合作有一年之久。 |             |                                 |                    |                                         |                |                       |
| 44 | 22          | 第四十四章 Chapter Forty-Four   | 珍·透納            | 保羅·修洛塔 珍妮·斯奈德·厄曼            | 2016年5月16日  | 0.97                  |
| 貞的婚禮即將來到，這讓大家忙得不可開交，結果羅赫里歐意外發現了希歐瑪拉與埃斯特班的關係，進而導致在彩排貞婚禮時遲到，更因此發生了爭執，而為了維持好心情，貞逼迫兩人不得在婚禮前再次發生任何不愉快的事。在貞的婚禮當天，貞突然想到了不錯的論文題目，因此她決定趕往委員會現場，向委員們解釋，而委員也通過了貞的提議，但此事卻耽誤了貞的婚禮。拉斐爾本來打算將自己尚對貞傾心一事說出，但在他看見貞面露幸福後，他選擇壓抑自己的真心。貞與麥可在大家的見證下幸福完婚，同時她與麥可都非常期待他們的第一次。希歐瑪拉向羅赫里歐對於與埃斯特班發生關係一事道歉，而羅赫里歐在貞的開導下選擇理解希歐瑪拉的立場，雖然兩人依舊愛著彼此，但他們仍對生小孩一事抱有歧見，因此他們決定繼續維持現在的關係。參加完貞與麥可婚禮的姵特拉回到了飯店，結果她卻被阿妮姿卡施打了一針藥劑，而後阿妮姿卡將姵特拉的頭髮染成棕色，自己則染成金色，好讓彼此的身分對調，而被施打藥劑的姵特拉因此得了閉鎖症候群，全身癱瘓只剩眼珠子可以活動。正當貞與麥可準備享受他們期待已久的甜蜜初夜時，麥可發現蘇姍娜的可疑舉動，進而懷疑蘇姍娜就是內奸，而後，蘇姍娜向麥可開了槍，並回到房間找露易莎，在撕下蘇姍娜外表的面具後，揭露其正是未死的蘿絲。阿妮姿卡假扮成姵特拉，並決定以身相許，來安慰失去貞的拉斐爾，與此同時，希歐瑪拉拿著驗孕棒，並在檢測後發現自己似乎懷了孕。 |             |                                 |                    |                                         |                |                       |

## 收視
| 總集數 | 集數 | 標題                           | 播出日期       | 收視／份額 （18–49歲） | 收視 （百萬） | DVR （18–49歲） | DVR收視 （百萬） | 加總 （18–49歲） | 總收視 （百萬） |
| ------ | ---- | ------------------------------ | -------------- | ---------------------- | ------------- | --------------- | ---------------- | ---------------- | --------------- |
| 23     | 1    | 第二十三章Chapter Twenty-Three | 2015年10月12日 | 0.4/1                  | 1.06          | 0.4             | 0.69             | 0.8              | 1.76            |
| 24     | 2    | 第二十四章Chapter Twenty-Four  | 2015年10月19日 | 0.4/1                  | 0.84          | TBD             | 0.60             | TBD              | 1.52            |
| 25     | 3    | 第二十五章Chapter Twenty-Five  | 2015年10月26日 | 0.3/1                  | 0.94          | 0.3             | 0.56             | 0.6              | 1.51            |
| 26     | 4    | 第二十六章Chapter Twenty-Six   | 2015年11月2日  | 0.4/1                  | 1.09          | 0.4             | 0.71             | 0.8              | 1.81            |
| 27     | 5    | 第二十七章Chapter Twenty-Seven | 2015年11月9日  | 0.4/1                  | 1.11          | 0.3             | 0.65             | 0.7              | 1.76            |
| 28     | 6    | 第二十八章Chapter Twenty-Eight | 2015年11月16日 | 0.5/2                  | 1.12          | TBD             | 0.55             | TBD              | 1.67            |
| 29     | 7    | 第二十九章Chapter Twenty-Nine  | 2015年11月23日 | 0.4/1                  | 0.98          | 0.3             | 0.62             | 0.7              | 1.60            |
| 30     | 8    | 第三十章Chapter Thirty         | 2015年12月14日 | 0.3/1                  | 0.98          | 0.4             | 0.63             | 0.7              | 1.61            |
| 31     | 9    | 第三十一章Chapter Thirty-One   | 2016年1月25日  | 0.4/1                  | 0.99          | 0.3             | 0.69             | 0.7              | 1.68            |
| 32     | 10   | 第三十二章Chapter Thirty-Two   | 2016年2月1日   | 0.4/1                  | 1.04          | 0.3             | 0.66             | 0.7              | 1.71            |
| 33     | 11   | 第三十三章Chapter Thirty-Three | 2016年2月8日   | 0.3/1                  | 0.94          | 0.4             | 0.74             | 0.7              | 1.68            |
| 34     | 12   | 第三十四章Chapter Thirty-Four  | 2016年2月22日  | 0.3/1                  | 0.94          | 0.4             | 0.72             | 0.7              | 1.66            |
| 35     | 13   | 第三十五章Chapter Thirty-Five  | 2016年2月29日  | 0.3/1                  | 0.91          | 0.4             | 0.70             | 0.7              | 1.61            |
| 36     | 14   | 第三十六章Chapter Thirty-Six   | 2016年3月7日   | 0.4/1                  | 0.92          | 0.3             | 0.68             | 0.7              | 1.60            |
| 37     | 15   | 第三十七章Chapter Thirty-Seven | 2016年3月21日  | 0.3/1                  | 0.77          | 0.3             | 0.66             | 0.6              | 1.43            |
| 38     | 16   | 第三十八章Chapter Thirty-Eight | 2016年3月28日  | 0.4/1                  | 0.93          | 0.3             | 0.69             | 0.7              | 1.63            |
| 39     | 17   | 第三十九章Chapter Thirty-Nine  | 2016年4月11日  | 0.4/1                  | 0.97          | 0.3             | 0.69             | 0.7              | 1.66            |
| 40     | 18   | 第四十章Chapter Forty          | 2016年4月18日  | 0.4/1                  | 0.96          | 0.4             | 0.68             | 0.8              | 1.64            |
| 41     | 19   | 第四十一章Chapter Forty-One    | 2016年4月25日  | 0.4/1                  | 0.84          | 0.3             | 0.74             | 0.7              | 1.58            |
| 42     | 20   | 第四十二章Chapter Forty-Two    | 2016年5月2日   | 0.3/1                  | 0.86          | 0.4             | 0.69             | 0.7              | 1.54            |
| 43     | 21   | 第四十三章Chapter Forty-Three  | 2016年5月9日   | 0.3/1                  | 0.90          | 0.4             | 0.66             | 0.7              | 1.56            |
| 44     | 22   | 第四十四章Chapter Forty-Four   | 2016年5月16日  | 0.4/1                  | 0.97          | 0.3             | 0.70             | 0.7              | 1.66            |
| 平均   | 平均 | 平均                           | 平均           | 0.4                    | 0.96          | 0.3             | 0.67             | 0.7              | 1.63            |

## 評價
在爛番茄整合的評論中，本季獲得100%新鮮度、9.67/10分（11名評論家），評論家普遍共識：「《貞愛好孕到》於第2季真實的保持它頂級“肥皂劇”的根，同時以更多的幽默與日趨複雜的敘事來增加層次感。」在Metacritic整合的評論中，本季獲得87分（滿分100分；4名評論家），屬極佳的讚譽。
評論家前十大電視節目排名
- No. 6　拉斯維加斯周刊（英语：Las Vegas Weekly）
- No. 5　鹽湖城論壇報（英语：The Salt Lake Tribune）
- No. 4　板岩雜誌
- No. 7　TV.com
- No. 4　Vulture.com（瑪格麗特·萊昂斯）
- No. 3　村聲
- –　Boob Tube Dude
- –　Criticwire
- –　綜藝雜誌（布萊恩·勞瑞）
- –　綜藝雜誌（莫琳·萊恩）
- –　周刊雜誌（英语：The Week）

## 獎項
| 年度 | 大獎                         | 獎項                                             | 入圍者                                | 結果 |
| ---- | ---------------------------- | ------------------------------------------------ | ------------------------------------- | ---- |
| 2016 | 金球獎                       | 最佳電視女演員獎－音樂及喜劇類                   | 吉娜·羅德里奎                         | 提名 |
| 2016 | 評論家選擇電視獎             | 最佳喜劇類影集獎                                 | 最佳喜劇類影集獎                      | 提名 |
| 2016 | 評論家選擇電視獎             | 喜劇類影集最佳女演員獎                           | 吉娜·羅德里奎                         | 提名 |
| 2016 | 評論家選擇電視獎             | 喜劇類影集最佳男配角獎                           | 傑米·卡米爾                           | 提名 |
| 2016 | 女性形象網路獎               | 最佳喜劇類影集獎                                 | 最佳喜劇類影集獎                      | 提名 |
| 2016 | 女性形象網路獎               | 最佳喜劇類影集女演員獎                           | 吉娜·羅德里奎                         | 提名 |
| 2016 | 有色人種促進協會形象獎       | 喜劇類影集最佳女演員獎                           | 吉娜·羅德里奎                         | 提名 |
| 2016 | 有色人種促進協會形象獎       | 喜劇類影集最佳編劇獎                             | 珍妮·斯奈德·厄曼（集數：第二十三章）  | 提名 |
| 2016 | 有色人種促進協會形象獎       | 喜劇類影集最佳導演獎                             | 布萊德·希伯林（集數：第二十三章）     | 提名 |
| 2016 | 金捲軸獎                     | 最佳音效剪輯獎－電視短片：音樂                   | 最佳音效剪輯獎－電視短片：音樂        | 提名 |
| 2016 | 奧提歐斯獎                   | 電視試播集喜劇類獎                               | 艾莉森·席爾佛柏格、喬納森·克萊·哈里斯 | 提名 |
| 2016 | Cine Awards                  | 最佳喜劇及喜劇劇情類影集獎                       | 最佳喜劇及喜劇劇情類影集獎            | 獲獎 |
| 2016 | Cine Awards                  | 最佳喜劇及喜劇劇情類影集女主角獎                 | 吉娜·羅德里奎                         | 提名 |
| 2016 | Cine Awards                  | 最佳喜劇及喜劇劇情類影集男配角獎                 | 傑米·卡米爾                           | 提名 |
| 2016 | Cine Awards                  | 最佳喜劇及喜劇劇情類影集女配角獎                 | 伊凡·科爾                             | 獲獎 |
| 2016 | 衛星獎                       | 最佳音樂或喜劇類影集獎                           | 最佳音樂或喜劇類影集獎                | 提名 |
| 2016 | 衛星獎                       | 最佳音樂或喜劇類影集女演員獎                     | 吉娜·羅德里奎                         | 提名 |
| 2016 | 全國西班牙裔媒體聯盟影響力獎 | 電視影集最佳演出獎                               | 安德莉亞·娜菲道                       | 獲獎 |
| 2016 | Frijoldeoro Award            | 喜劇類影集編劇獎                                 | 卡洛琳娜·里維拉                       | 獲獎 |
| 2016 | Frijoldeoro Award            | 喜劇類影集男配角獎                               | 傑米·卡米爾                           | 獲獎 |
| 2016 | 葡萄牙電影獎                 | 最佳喜劇類影集獎                                 | 最佳喜劇類影集獎                      | 提名 |
| 2016 | 葡萄牙電影獎                 | 喜劇類影集最佳女演員獎                           | 吉娜·羅德里奎                         | 提名 |
| 2016 | 葡萄牙電影獎                 | 喜劇類影集最佳男配角獎                           | 傑米·卡米爾                           | 提名 |
| 2016 | 葡萄牙電影獎                 | 喜劇類影集最佳女配角獎                           | 伊凡·科爾                             | 獲獎 |
| 2016 | 青年藝術家獎                 | 影集類最佳演出獎－客串演出青年男演員（10歲以下） | 麥迪遜·羅哈斯                         | 提名 |
| 2016 | 青年演藝人獎                 | 最佳客串青年男演員獎－電視影集（11歲以下）       | 麥迪遜·羅哈斯                         | 提名 |
| 2016 | 青少年選擇獎                 | 電視選擇獎：喜劇類                               | 電視選擇獎：喜劇類                    | 提名 |
| 2016 | 青少年選擇獎                 | 電視選擇獎：喜劇類男演員                         | 傑米·卡米爾                           | 提名 |
| 2016 | 青少年選擇獎                 | 電視選擇獎：喜劇類女演員                         | 吉娜·羅德里奎                         | 提名 |
| 2016 | 黃金時段艾美獎               | 最佳旁白獎                                       | 安東尼·曼德茲                         | 提名 |
| 2016 | 形象獎                       | 最佳黃金時段電視節目獎－喜劇類                   | 最佳黃金時段電視節目獎－喜劇類        | 獲獎 |
| 2016 | 形象獎                       | 最佳女演員獎－電視類                             | 吉娜·羅德里奎                         | 獲獎 |
| 2016 | 形象獎                       | 最佳男配角獎－電視類                             | 傑米·卡米爾                           | 獲獎 |
| 2016 | 形象獎                       | 最佳女配角獎－電視類                             | 安德莉亞·娜菲道                       | 提名 |
| 2016 | Poppy Awards                 | 喜劇類最佳女演員獎                               | 吉娜·羅德里奎                         | 提名 |
| 2016 | Poppy Awards                 | 喜劇類最佳男配角獎                               | 傑米·卡米爾                           | 提名 |
| 2017 | Cine Awards                  | 最佳年度集數獎                                   | 集數：第四十四章                      | 提名 |

## 外部連結
- 官方网站（英文）
- 《《處女情緣》》各集列表 来自互联网电影数据库